# فيل بارني
فيل بارني (بالفرنسية: Phil Barney)‏ هو مغني فرنسي، ولد في 2 فبراير 1957 في عنابة في الجزائر.

## وصلات خارجية
- فيل بارني على موقع IMDb (الإنجليزية)
- فيل بارني على موقع ميوزك برينز (الإنجليزية)
- فيل بارني على موقع ديسكوغز (الإنجليزية)
- فيل بارني على موقع قاعدة بيانات الفيلم (الإنجليزية)